# Carne Humana
Carne Humana é o segundo álbum de estúdio da banda Zero, lançado em 1987.

## Faixas
Lado A
| N.º | Título           | Duração |  |
| 1.  | "Algum Vício"    | 5:04    |  |
| 2.  | "Quimeras"       | 4:36    |  |
| 3.  | "Linha da Vida"  | 4:13    |  |
| 4.  | "Abuso do Poder" | 4:53    |  |
| 5.  | "Medo de Voar"   | 5:28    |  |

Lado B
| N.º | Título              | Duração |  |
| 1.  | "Carne Humana"      | 4:47    |  |
| 2.  | "Seu Planeta"       | 3:49    |  |
| 3.  | "Game Over"         | 3:58    |  |
| 4.  | "Sem Pudor"         | 4:17    |  |
| 5.  | "A Luta e o Prazer" | 5:02    |  |